# ان‌جی‌سی ۱۴۴۸
ان‌جی‌سی ۱۴۴۸ (انگلیسی: NGC 1448) همچنین NGC 1457 یک کهکشان مارپیچی بدون میله است که تقریباً در صورت فلکی ساعت دیده می‌شود. این کهکشان که در فاصلهٔ ۵۵ میلیون سال نوری از زمین قرار دارد در سال ۱۸۳۵ توسط جان هرشل کشف شد.
از تجزیه و تحلیل طیفی SN 2001el، بیش از دوازده نوار پراکنده بین ستاره‌ای در ان‌جی‌سی ۱۴۴۸کشف شد؛ یکی از معدود مواردی که این نوارها در خارج از کهکشان راه شیری مشاهده شده‌است. با این حال، باندها در SN 2003hn به‌طور قابل توجهی ضعیف‌تر بوده‌اند.
در ژانویهٔ ۲۰۱۷ اعلام شد که شواهدی مبنی بر وجود یک سیاه‌چاله کلان‌جرم در مرکز کهکشان ان‌جی‌سی ۱۴۴۸ پیدا شده‌است.
این کهکشان متعلق به گروه ان‌جی‌سی ۱۴۳۳، بخشی از ابر کهکشان‌های دورادوس است.